# Guajimalpa 2.ª Sección
Guajimalpa 2.ª Sección es una localidad del municipio de Balancán ubicado en la subregión de los Ríos del estado mexicano de Tabasco.

## Geografía
La localidad se ubica a 11.0 kilómetros (en dirección sur) de la localidad de Balancán de Domínguez, la cabecera y lugar más poblado del municipio. Se sitúa en las coordenadas geográficas 17°54′06″N 91°30′37″O / 17.901667, -91.510278, a una elevación de 30 metros sobre el nivel del mar.

## Demografía
Según el Conteo de Población y Vivienda 2020, efectuado por el Instituto Nacional de Estadística y Geografía, la localidad de Guajimalpa 2.ª Sección tiene 76 habitantes, de los cuales 43 son del sexo masculino y 33 del sexo femenino. Su tasa de fecundidad es de 3.27 hijos por mujer y tiene 22 viviendas particulares habitadas.
| Gráfica de evolución demográfica de Guajimalpa 2.ª Sección entre 1990 y 2020 |
|                                                                              |
| INEGI.                                                                       |